# Ковальчук, Борис Юрьевич
Борис Юрьевич Ковальчук (род. 1 декабря 1977, Ленинград, СССР) — российский государственный деятель и топ-менеджер. Председатель Счётной палаты Российской Федерации c 14 мая 2024 года.
Председатель Правления ПАО «Интер РАО» (2009—2024).  во время российско-украинской войны находится под персональными санкциями 34 стран.

## Биография
Отец — Юрий Валентинович Ковальчук. В 1999 году окончил юридический факультет Санкт-Петербургского государственного университета. Одним из его преподавателей был Дмитрий Медведев. Тема дипломной работы: «Акция как вид ценной бумаги по законодательству Российской Федерации».
В 1999—2006 годах работал юрисконсультом управления Федерального государственного унитарного предприятия (ФГУП) ЦНИИ «Гранит» (Санкт-Петербург) и являлся также юрисконсультом ЗАО «Гранит-3».
В 1999—2006 годах также был исполнительным директором некоммерческого партнерства «Лига почётных консулов».
С 2001 года — генеральный директор ООО «Северо-Западная консалтинговая компания» (Санкт-Петербург). С 2002 года — руководитель ООО «Консалт».
С 27 июня 2003 года по 25 июня 2004 года являлся членом ревизионной комиссии банка «Россия» (до этого на этой должности находился Андрей Фурсенко).
В 2004—2006 годах руководил управляющей компанией «Инвестиционная культура», которая строила горнолыжный курорт «Игора» в Приозерском районе Ленинградской области.
С 9 марта 2006 года работает в должности помощника в секретариате первого заместителя председателя правительства РФ Дмитрия Медведева.
17 апреля 2006 года Борис Ковальчук назначен на должность директора Департамента приоритетных национальных проектов Правительства Российской Федерации. Штат — 40 человек. Департамент подчинялся вначале Сергею Нарышкину, а потом Сергею Собянину. В январе 2009 года освобождён от должности. В феврале 2009 года департамент ликвидирован.
С апреля по ноябрь 2009 года — заместитель генерального директора по развитию Государственной корпорации по атомной энергии «Росатом».

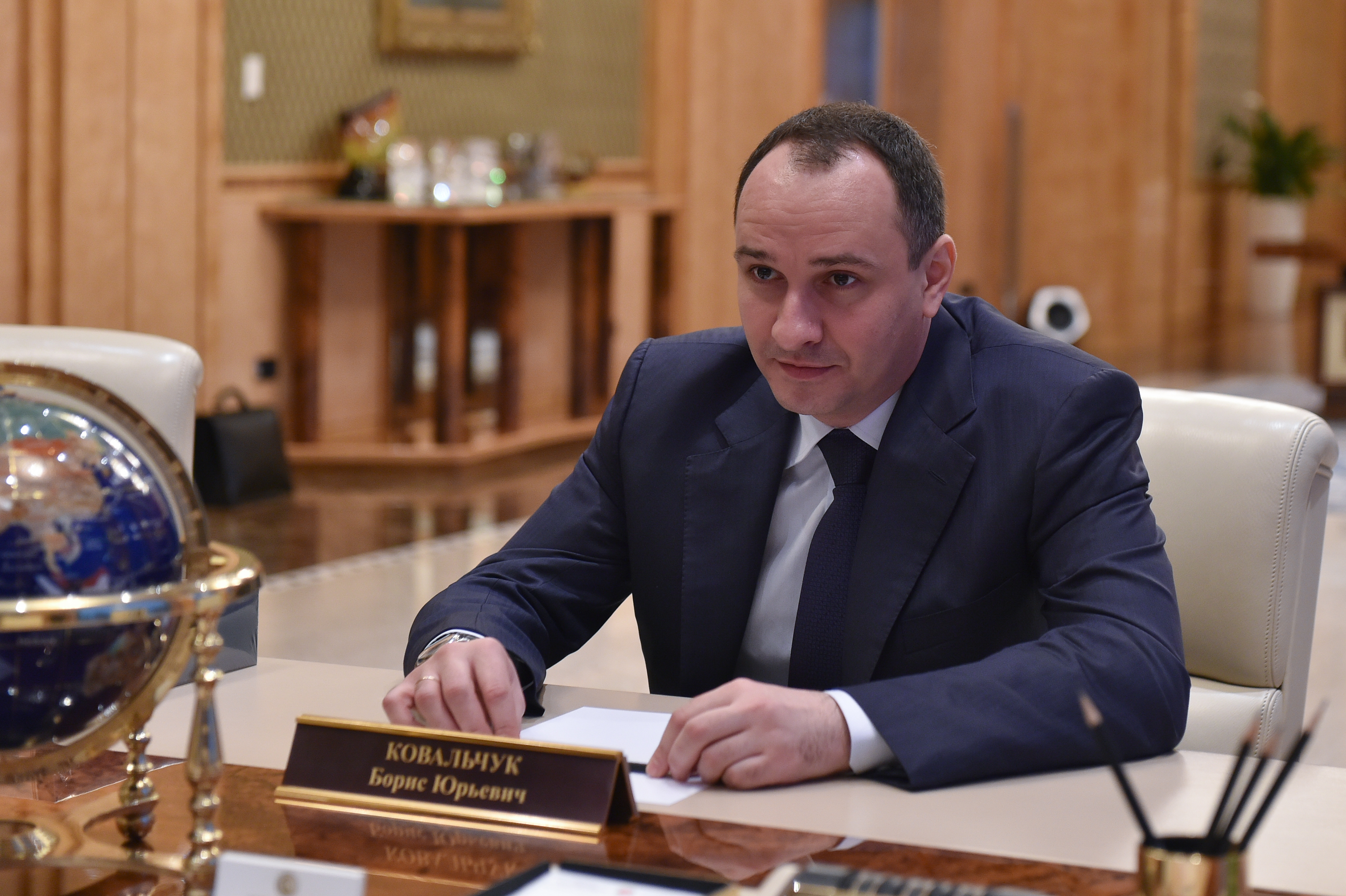
Борис Ковальчук в 2016 году

В 2009—2024 годах — член советов директоров ОАО «ИНТЕР РАО ЕЭС» и ОАО «ОГК-1». 26 ноября 2009 назначен Исполняющим обязанности председателя правления ОАО «Интер РАО ЕЭС» (вместо Евгения Дода). С февраля 2010 года также председатель Совета директоров ОАО «ОГК-1». 25 июня 2010 года избран председателем Правления ОАО «ИНТЕР РАО ЕЭС». Полномочия на посту главы компании«Интер РАО» прекращены советом директоров 14 марта 2024 года.
С 14 марта по 14 мая 2024 года — заместитель руководителя Контрольного управления Президента Российской Федерации.
14 мая 2024 года утверждён Советом Федерации на должность председателя Счетной палаты Российской Федерации.
Женат, имеет дочь.

## Санкции
В марте 2022 года внесён в санкционные списки США против «кремлевской элиты, лидеров, олигархов и их семей за содействие войне Путина против Украины», а также Японии как близкий родственник Юрия Ковальчука, близкого друга Владимира Путина, на фоне вторжения РФ в Украину.
16 декабря 2022 года, внесён в санкционный список всех стран Европейского союза. По данным Евросоюза, Борис Ковальчук является ведущим бизнесменом, который вовлечён в отрасли экономики, обеспечивающие существенные источники дохода Правительству РФ, которое несет ответственность за аннексию Крыма и дестабилизацию Украины.
29 сентября 2022 года включён в санкционный список Канады «соратников режима за соучастие в выборе президента Путина для вторжения в мирную и суверенную страну».
По аналогичным основаниям, с 24 мая 2022 года находится под санкциями Великобритании. С 21 декабря 2022 года находится под санкциями Швейцарии.

## Награды
- Орден Александра Невского (9 августа 2019 года) — за достигнутые трудовые успехи, активную общественную деятельность и многолетнюю добросовестную работу[14].
- Орден Почёта (30 мая 2012 года) — за достигнутые трудовые успехи и многолетнюю добросовестную работу[15].
- Орден Дружбы (2014 год) — за большой вклад в подготовку и проведение XXII Олимпийских зимних игр и XI Параолимпийских зимних игр 2014 года в городе Сочи.
- Медаль Анании Ширакаци (8 декабря 2012 года, Армения) — за вклад в укрепление армяно-российского экономического сотрудничества[16].
- Памятная медаль «XXII Олимпийские зимние игры и XI Паралимпийские зимние игры 2014 года в г. Сочи» (2014 год).
- Почётный энергетик (2011 год).